# 富永忠元
富永 忠元（とみなが ただもと）は、戦国時代の武将。東条吉良氏の家臣。三河国設楽郡室城主。吉良義昭の家老。
富永氏は伴氏の後裔で設楽郡富永荘の領主。東条吉良氏の譜代の家臣であり、代々室城主を務める。
永禄3年（1560年）の桶狭間の戦い後に起きた松平家康との一連の抗争で度々功名を立てる。翌4年（1561年）4月15日の善明堤の戦いでは囮部隊として上野城を攻める。室城の留守部隊は松平好景勢の退路を遮断、義昭の本隊と挟み撃ちにして壊滅させている。合戦後、東条城へ入城。味方の西尾城が落ち、東条城が包囲されると出戦を主張。9月13日、手勢を率いて東条城の西方、藤波畷に出撃、本多広孝・酒井正親らの部隊と戦い戦死した（藤波畷の戦い）。享年25。
『三河物語』によれば、戦死の報を受けて敵味方とも「伴五郎が死んだら落城は近い」と言い合ったという。後年、戦死地に伴五郎地蔵が建てられ、眼病に効くと伝えられた（現存）。